# Ваља Индарат (Арђеш)
Ваља Индарат (рум. Valea Îndărăt) насеље је у Румунији у округу Арђеш у општини Појенариј де Мусчел. Oпштина се налази на надморској висини од 627 m.

## Становништво
Према подацима из 2002. године у насељу је живело 214 становника, од којих су сви румунске националности.